# Lis Bertram-Ehmsen
Lis Bertram-Ehmsen (geb. Conradi; * 5. September 1897 in Barmen; † 13. März 1986 in Berlin) war eine deutsche Malerin und Grafikerin der Verschollenen Generation und Salonnière in der DDR.

## Leben und Werk
Lis Conradi war die Tochter des Architekten Ludwig Conradi († 1943) und dessen Ehefrau Martha, geb. Schuchard († 1945). Ihr Bruder war der spätere Architekt Helmuth Conradi.
Sie besuchte 1914 die Frauenfachschule Genf und war während des Ersten Weltkriegs von 1914 bis 1918 in Bramen im Sanitätsdienste tätig. Zugleich studierte sie von 1915 bis 1919 bei Gustav Wiethüchter an der Königlichen Kunstgewerbeschule Barmen, u. a. mit Jankel Adler. 1920 heiratete sie den Rechtsanwalt Dr. jur. Kurt Bertram (1891–1947), mit dem sie bis zu dessen Tod verbunden blieb. Das Berliner Adressbuch verzeichnete ihn u. a. 1930 als Regierungsassessor und 1933 und 1943 als Regierungsrat. Nach 1945 war er zuletzt in Berlin-Wilmersdorf Oberregierungsrat.
Von 1922 bis 1926 studierte Lis Bertram bei Hans Hofmann an dessen Schule für bildende Kunst in München-Schwabing. Dort lernte sie durch ihren Bruder 1921/1922 Heinrich Ehmsen kennen, der an der Schule Sommerkurs-Unterricht gab.
Ab 1928 arbeitete sie in Berlin freischaffend als Malerin und Grafikerin. Dort wohnte sie mit ihrem Mann in einem Reihenhaus in der Barstraße 54. 1926 stellte sie erstmalig in Beuthen, wo ihr Mann dienstlich tätig war, Stoffmalereien aus und konnte damit erste Verkäufe tätigen. Später schuf sie vor allem Aquarelle und Ölgemälde. Durch Ehmsen war sie stark von den Auffassungen des Blauen Reiters geprägt. In diesem Kreis fand sie Umgang mit farbigen Werten, der ihren Intentionen nahekam. Sie bevorzugte auch später „Farben mit ihren Graunuancen: das Rot, Blau und Violett schillert-sparsam mit Weiß und Gelb aufgehellt, überwiegt der Eindruck einer gebrochenen Farbigkeit.“ Dabei schuf sie u. a. Bilder „armer Leute“. „Die Dargestellten, oft zu Gruppen geordnet, fallen durch den betonten Ausdruck der Köpfe und sparsame Geste auf.“
Die Witwe Otto Nagels, die russischen Schauspielerin Walentina Nikitina (1904–1983), erzählte, dass sie Lis Bertram mit Ehmsen in den 1920er Jahren mit einem Monokel im Auge und dazu noch in einem ganz kurzen Rock in Berlin auf der Straße sah. Monokel und kurzer Rock zählten zu den Insignien des Bildes der „Neuen Frau“ der Weimarer Zeit. Ehmsen malte Lis Bertram als Dame mit Monokel anlässlich des Wettbewerbes zum Schönsten Deutschen Frauenporträt 1928.
Mit Ehmsen unternahm Lis Bertram seit 1927 viele Studienreisen, u. a. nach Frankreich, Italien, so 1930 nach Capri, nach Nordafrika und 1932 neun Monate nach Moskau. Dort erwarb das heutige Puschkin-Museum drei ihrer Bilder, 2 Krugträgerinnen in Italien, Tote Frau und Arbeitsloser.
In München hatte Lis Bertram die Bekanntschaft vieler bedeutender Künstler gemacht und unterhielt sie freundschaftliche Beziehung u. a. zu Alexej von Jawlensky, Wassily Kandinsky und Joachim Ringelnatz.
Nach 1945 gehörten u. a. Adolph Behne, Ernst Busch, Fritz Cremer, Waldemar Grzimek, Bert Heller, Stephan Hermlin, Karl Hofer, Josef Naas, Max Pechstein, Karl Rössing, Werner Scholz, Gustav Seitz, Heinz Trökes, Maurice de Vlaminck und Günther Weißenborn zu ihrem Bekanntenkreis.
Nach dem Tod ihres Mannes heiratete Liz Bertram Ehmsen. Sie nahm mit ihm ihren Wohnsitz in der Homeyerstraße 31 im Künstlerviertel in Berlin-Pankow. Lis Bertram-Ehmsen hatte außerdem weiter einen Wohnsitz in München. Sie hatte das Privileg, in beiden Deutschlands sein zu können und sagte: „Ich bin dankbar und glücklich, daß man mich hier haben will … Und ich bin hier zu Hause. toi toi toi.“
In den 1950er und 1960er Jahren arbeitete Lis Bertram-Ehmsen in Ost-Berlin als Kunstpädagogin. Sie war u. a. mit Ernst Busch befreundet. Sie führte in ihrem Haus einen „Salon“ und war wohl die letzte Salonnière in der DDR. In diesem Kreis verkehrten und diskutierten Meisterschüler Ehmsens, darunter Manfred Böttcher, Harald Metzkes und Horst Zickelbein, und weitere junge Künstler wie Dieter Goltzsche, Joachim John, Mark Lammert, Wolfgang Leber, Werner Stötzer und Hans Vent, aber auch der Kunstkritiker Lothar Lang. Theaterkünstler wie Wolfgang Langhoff und Inge Keller schlossen sich an. Liz Bertram-Ehmsen versorgte die jungen Künstler nach dem Mauerbau mit Informationen, Büchern und Katalogen aus dem Westen. Nicht selten kaufte sie zur finanziellen Unterstützung auch ein Bild.
Nach Ehmsens Tod 1964 hatte Liz Bertram-Ehmsen eine Lebensgemeinschaft mit Langhoff. Sie arbeitete nun wieder intensiver künstlerisch und zeichnet gemeinsam mit anderen Künstlern im Theater. Dabei konzentrierte sie sich auf Bleistift-, Feder- und Faserstiftzeichnungen in kleinen Formaten.
Lis Bertram-Ehmsen wurde am 30. März 1986 in der Grabstätte Heinrich Ehmsens auf dem Dorotheenstädtischen Friedhof beigesetzt. Dessen Grabstein trägt auch ihren Namen.
Ihr Nachlass ist bisher unbearbeitet und ihre Arbeiten sind in „alle Winde verstreut“.

## Rezeption
„… der ausgeprägte Sinn für Sozialkritik und eine, zuweilen an Nolde erinnernde koloristische Kultur.“

„Bertram-Ehmsen entwickelte im Laufe ihres Schaffens einen eigenen abstrakten Stil, der von der Farbfeldmalerei geprägt war. Sie arbeitete mit klaren, leuchtenden Farben und setzte diese in großen, monochromen Flächen nebeneinander, um so eine dynamische Spannung im Bild zu erzeugen. Dabei experimentierte sie auch mit verschiedenen Materialien und Techniken, etwa mit Collagen und Reliefstrukturen.“

## Museen und Sammlungen mit Werken Lis Bertram-Ehmsens (unvollständig)
- Berlin: Berlinische Galerie
- Salzburg: Museum Kunst der Verlorenen Generation[5]
- Lutherstadt Wittenberg: Sammlung Gerd Gruber

## Weitere Werke (Auswahl)
- Arbeiter in Barmen (etwa 1920, Öl, 43,52 × 47,6 cm)[6]
- Krugträgerin auf Capri (etwa 1920 ?, Öl)[7]

## Ausstellungen (unvollständig)

### Einzelausstellungen
- 1970: Berlin-Köpenick, Köpenicker Pädagogenklub (Gemälde; mit Klaus Magnus)
- 1970: Leipzig, Wort und Werk
- 1970 Berlin, Klub der Kulturschaffenden
- postum 1987: Berlin, Galerie im Alten Museum

### Teilnahme an Gruppenausstellungen
- 1928: Barmen, Ruhmeshalle
- 1929: Berlin („Zehn Jahre Novembergruppe“)
- 1963: West-Berlin („Selbstbildnisse der Zwanziger Jahre“)
- Postum 2008: Lutherstadt Wittenberg, Cranach-Stiftung („Aufbruch in die Moderne. Graphik des frühen 20. Jahrhunderts aus der Sammlung Gerd Gruber“)